# Шубар (Цілиноградський район)
Шуба́р (каз. Шұбар) — село у складі Цілиноградського району Акмолинської області Казахстану. Входить до складу Кизилсуатського сільського округу.
Населення — 356 осіб (2021; 497 у 2009, 376 у 1999, 402 у 1989).
Національний склад станом на 1989 рік:
- казахи — 68 %.

У радянські часи називалось також Шубари.